# 李棨
李棨（1437年—？），字廷信，廣西梧州府蒼梧縣軍籍，直隸河間府任丘縣人，明朝政治人物。

## 生平
廣西鄉試第四名舉人，成化十七年（1481年）辛丑科進士。十八年（1482年）授福建龍溪縣知縣，升瓊州府同知。

## 家族
曾祖李子銘；祖父李文聰；父李奉。母沅氏；繼母黎氏。慈侍下。